# イトゥラルデ・ゴンサレス
イトゥラルデ・ゴンサレス（Eduardo Iturralde González、1967年2月20日 - ）は、スペイン・バスク自治州出身の元サッカー審判員である。安定したレフェリングやアドバンテージの取り方などに定評があった。1995年からリーガ・エスパニョーラの審判を務め、1998年から国際審判員として活動した。
1999年、2005年、2010年11月の3回のエル・クラシコで主審を務めた。また、国際審判員としてはUEFAヨーロッパリーグやUEFAチャンピオンズリーグなどで主審を務めた。
UEFA EURO 2012予選最終戦のアイルランド共和国対アルメニア戦(2-1)で主審を務めた際には、ハンドの反則によってアルメニアのゴールキーパーであるロマン・ベレゾフスキーにレッドカードを提示したが、リプレイ映像では腕ではなく肩に当たったことを明確に示していた。アルメニアはアイルランド共和国と勝ち点4差で予選敗退に終わったため、レッドカードを提示したイトゥラルデはアルメニアサポーターに批判された。試合の2日後、アルメニアサッカー連盟は欧州サッカー連盟(UEFA)に対して公式に抗議文書を提出した。2011-12シーズン終了後に審判界から引退することが決定していたが、2012年3月23日、技術委員会との意見の相違を理由に（予定よりも一足早い）引退を表明した。リーガでのラストゲームは2012年3月10日のレアル・ベティス対レアル・マドリード戦(2-3)であったが、この試合では試合途中に筋肉を負傷し、ハーフタイムに第4審判のゴルカ・サゲス・オスコスと交代した。